# Corunda
La corunda est un plat mexicain, une sorte de tamal, préparé à base de maïs, typique de la région des lacs et du nord du Michoacán. Connue depuis l'époque préhispanique, elle fait également partie de la gastronomie de certains États voisins comme Guanajuato, Jalisco, Guerrero, Colima, Mexico et Querétaro. Les plus connues sont celles de manteca, enveloppées dans des feuilles de la tige du maïs frais, et non dans des enveloppes de maïs,, et celles de ceniza, enveloppées dans des feuilles de roseau.
Les corundas sont généralement de forme triangulaire, mais peuvent avoir jusqu'à sept pointes. Dans leur préparation, la pâte de maïs cuite est mélangée uniformément et enveloppée dans les feuilles susmentionnées, puis elle est cuite à la vapeur. Depuis peu, il existe des variantes remplies de fromage, de rajas de chilaca (un type de piment frais, long et légèrement piquant), de porc, de légumes ou de légumineuses. Les corundas Manteca ont la taille et la forme triangulaire d'un nœud de cravate, et sont fabriqués en une ou plusieurs pièces, tandis que les corundas ceniza ont la taille d'un poing fermé et sont aplaties, et, généralement, en raison de la taille de l'enveloppe du maïs, elles peuvent en contenir jusqu'à cinq.
Les corundas sont servies, sans enveloppe, dans une sauce tomate frite avec des lanières de chilaca et du porc, et sont garnies de crème aigre, de fromage frais ou vieilli (type Cotija) et même de haricots. Elles peuvent également être consommées seules, préparées dans un plat (par exemple, dans la soupe aux corundas) ou accompagner d'autres plats, comme le churipo, qui est un bouillon de bœuf assaisonné de piment guajillo séché, dans lequel les corundas sont ajoutées entières ou en morceaux.